# Marko Divković
Marko Divković (Vinkovci, 11 giugno 1999) è un calciatore croato, attaccante o centrocampista del Brøndby.

## Caratteristiche tecniche
Di ruolo ala, al Brøndby è stato impiegato come terzino sinistro.

## Carriera

### Club
Il 17 marzo 2017 viene acquistato a titolo definitivo dalla squadra slovacca del DAC Dunajská Streda, con cui sottoscrive un contratto quadriennale con scadenza il 30 giugno 2021.

### Nazionale
Ha giocato nella nazionale croata Under-21.

## Statistiche

### Presenze e reti nei club
Statistiche aggiornate al 3 dicembre 2023.
| Stagione               | Squadra                | Campionato             | Campionato | Campionato | Coppe nazionali | Coppe nazionali | Coppe nazionali | Coppe continentali | Coppe continentali | Coppe continentali | Altre coppe | Altre coppe | Altre coppe | Totale | Totale |
| Stagione               | Squadra                | Comp                   | Pres       | Reti       | Comp            | Pres            | Reti            | Comp               | Pres               | Reti               | Comp        | Pres        | Reti        | Pres   | Reti   |
| ---------------------- | ---------------------- | ---------------------- | ---------- | ---------- | --------------- | --------------- | --------------- | ------------------ | ------------------ | ------------------ | ----------- | ----------- | ----------- | ------ | ------ |
| 2017-2018              | DAC Dunajská Streda    | SL                     | 28         | 3          | CS              | 5               | 3               | -                  | -                  | -                  | -           | -           | -           | 33     | 6      |
| 2018-2019              | DAC Dunajská Streda    | SL                     | 25         | 5          | CS              | 4               | 0               | UEL                | 2                  | 0                  | -           | -           | -           | 31     | 5      |
| 2019-2020              | DAC Dunajská Streda    | SL                     | 24         | 5          | CS              | 7               | 0               | UEL                | 4                  | 1                  | -           | -           | -           | 35     | 6      |
| 2020-2021              | DAC Dunajská Streda    | SL                     | 32         | 12         | CS              | 2               | 1               | UEL                | 3                  | 2                  | -           | -           | -           | 37     | 15     |
| lug.-ago. 2021         | DAC Dunajská Streda    | SL                     | 6          | 0          | CS              | 0               | 0               | UEL                | 2                  | 0                  | -           | -           | -           | 8      | 0      |
| Totale DAC Dun. Streda | Totale DAC Dun. Streda | Totale DAC Dun. Streda | 115        | 25         |                 | 18              | 4               |                    | 11                 | 3                  |             | -           | -           | 144    | 32     |
| 2021-2022              | Brøndby                | SL                     | 23         | 1          | CD              | 3               | 2               | UEL                | 2                  | 0                  | -           | -           | -           | 28     | 3      |
| 2022-2023              | Brøndby                | SL                     | 11         | 0          | CD              | 1               | 0               | UECL               | 4                  | 2                  | -           | -           | -           | 16     | 2      |
| 2023-2024              | Brøndby                | SL                     | 14         | 2          | CD              | 4               | 0               | -                  | -                  | -                  | -           | -           | -           | 18     | 2      |
| Totale Brøndby         | Totale Brøndby         | Totale Brøndby         | 48         | 3          |                 | 8               | 2               |                    | 6                  | 2                  |             | -           | -           | 62     | 7      |
| Totale carriera        | Totale carriera        | Totale carriera        | 163        | 28         |                 | 26              | 6               |                    | 17                 | 5                  |             | -           | -           | 206    | 39     |